# Lanio
Lanio là một chi chim trong họ Thraupidae.